# Ferdinand Asper
Ferdinand Asper (* 12. April 1895; † 14. April 1950 in St. Gallen, Schweiz) war ein deutscher Schauspieler bei Bühne und Film.

## Leben und Wirken
Asper hatte seit den 1910er Jahren in Berlin Theater gespielt und war lange Zeit Ensemblemitglied der Volksbühne. Dort sah man ihn unter anderem in den Stücken Vasantasena (nach Lion Feuchtwanger, 1924), Die versunkene Glocke (nach Gerhart Hauptmann, 1924/25), Die Verschwörung des Fiesko zu Genua (Friedrich Schiller, 1925) und Der dütsche Michel (Fritz Stavenhagen, 1926).
Von 1931 bis 1942 gehörte Asper dem Rose-Theater an. Gegen Ende des Zweiten Weltkriegs wirkte Asper auch am Theater der Jugend.
Nach dem Zweiten Weltkrieg gelang ihm die Ausreise in die Schweiz, wo Asper bis zu seinem Tode am Stadttheater von St. Gallen engagiert gewesen war und unter anderem 1948 in Franz Lehárs Das Land des Lächelns und 1949 in dem Stück Der Fälscher auftrat.
Aspers Ausflüge vor die Kamera waren spärlich und seine Tonfilmrollen zumeist recht klein. Vor allem in der Spätphase des Zweiten Weltkriegs wirkte er im Film mit, hinterließ aber dort mit seinen bisweilen sekundenkurzen Chargenauftritten auch in einer Reihe von tendenziösen oder gar propagandistischen Stoffen kaum Spuren. Ferdinand Asper starb Mitte April 1950 in seiner neuen Schweizer Wahlheimat.

## Filmografie
- 1930: Die letzte Kompagnie
- 1930: Susanne macht Ordnung
- 1934: Das verlorene Tal
- 1936: August der Starke
- 1940: Trenck, der Pandur
- 1940: Mein Leben für Irland
- 1940/42: Der große König
- 1941: Ohm Krüger
- 1941: … reitet für Deutschland
- 1942: Wenn die Sonne wieder scheint
- 1943/45: Kolberg
- 1944: Seinerzeit zu meiner Zeit
- 1945: Via Mala

## Theater
- 1925: Gerhart Hauptmann: Die versunkene Glocke (Glockengießer Heinrich) – Regie: Robert Müller (Central-Theater Berlin)
- 1926: Fritz Stavenhagen: Der dütsche Michel – Regie: Erwin Kalser (Theater Volksbühne am Bülowplatz Berlin)
- 1929: Jack Larric: Oelrausch (Joe Page) – Regie: Hans Felix (Thalia-Theater Berlin)
- 1933: Hermann Sudermann: Der Hasenfellhändler – Regie: Paul Rose (Rose-Theater Berlin)
- 1933: Henrik Ibsen: Ein Volksfeind (Dr. Thomas Stockmann) – Regie: ? (Rose-Theater Berlin)
- 1933: Lea Ascher: Hoheit tanzt Walzer – Regie: Paul Rose (Rose-Theater Berlin)
- 1933: Franz Lehár, Victor Léon, Leo Stein: Die lustige Witwe (Kavalier) – Regie: Paul Rose (Rose-Theater Berlin)
- 1933: August Hinrichs: Freie Bahn dem Tüchtigen – Regie: Paul Rose (Rose-Theater Berlin)
- 1938: Hermann Sudermann: Die gut geschnittene Ecke – Regie: Paul Rose (Rose-Theater Berlin)
- 1938: Ludwig Anzengruber: Der Pfarrer von Kirchfeld – Regie: Paul Rose (Rose-Theater Berlin)
- 1940: Dario Niccodemi: Scampolo – Regie: Hans Hais (Rose-Theater Berlin)
- 1940: Hermann Sudermann: Johannisfeuer – Regie: Paul Rose (Rose-Theater Berlin)
- 1941: Rudolf Presber: Liselott von der Pfalz – Regie: Georg August Koch (Rose-Theater Berlin)